# Ilex oliveriana
Ilex oliveriana är en järneksväxtart som beskrevs av Ludwig Eduard Loesener. Ilex oliveriana ingår i släktet järnekar, och familjen järneksväxter. Inga underarter finns listade i Catalogue of Life.